# ديفيد فريمان
ديفيد فريمان (بالإنجليزية: David Freeman)‏ (25 نوفمبر 1979 بدبلن في جمهورية أيرلندا - ) هو لاعب كرة قدم أيرلندي في مركز الوسط. شارك مع منتخب جمهورية أيرلندا تحت 17 سنة لكرة القدم. أما مع النوادي، فقد لعب مع باتريك أتلتيك وبورت فايل ودرودا يونايتد ونادي شيلبورن ونادي كارلايل يونايتد ونوتينغهام فورست وDublin City F.C. ‏ ولونغفورد تاون ‏ وIlkeston F.C. ‏ وMonaghan United F.C. ‏.

## وصلات خارجية
- ديفيد فريمان على موقع قاعدة بيانات كرة القدم.إي يو (الإنجليزية)
- ديفيد فريمان على موقع Soccerbase.com (لاعب) (الإنجليزية)
- ديفيد فريمان على موقع Soccerway.com (الإنجليزية)